# 231609 Sarcander
231609 Sarcander è un asteroide della fascia principale. Scoperto nel 2009, presenta un'orbita caratterizzata da un semiasse maggiore pari a 3,0170293 au e da un'eccentricità di 0,1188577, inclinata di 9,35057° rispetto all'eclittica.